# Mégrit
Mégrit település Franciaországban, Côtes-d’Armor megyében. Lakosainak száma 809 fő (2022. január 1.). Mégrit Saint-Méloir-des-Bois, Jugon-les-Lacs-Commune-Nouvelle, Languédias, Plélan-le-Petit, Sévignac, Trédias, Trémeur és Jugon községekkel határos.

## Népesség
A település népességének változása:
| Lakosok száma | 776  | 702  | 654  | 692  | 787  | 803  | 818  | 836  | 827  | 809  |
|               | 1968 | 1982 | 1990 | 2006 | 2013 | 2015 | 2017 | 2019 | 2020 | 2022 |